# Gewahrsamseinrichtung für Ausreisepflichtige Ingelheim
Die Gewahrsamseinrichtung für Ausreisepflichtige (GfA) in Ingelheim am Rhein ist eine spezielle Anstalt für Abschiebungshaft, geführt durch die Aufsichts- und Dienstleistungsdirektion des Landes Rheinland-Pfalz. Ihre Aufgabe ist die Verwahrung und Betreuung von ausreisepflichtigen Ausländern zur Sicherung der Abschiebung. Sie liegt nördlich der A 60 zwischen dem Stadtteil Ingelheim-Nord und dem Betriebsgelände von Boehringer Ingelheim.

## Zuständigkeit
Außer Ausreisepflichtigen aus Rheinland-Pfalz werden in der GfA weibliche Ausreisepflichtige aus Nordrhein-Westfalen untergebracht, da dieses Bundesland keine eigene Hafteinrichtung für Frauen unterhält. Auch andere Länder bringen Personen in Ingelheim unter.

## Gelände
Die GfA ist Teil der Landeseinrichtung für Asylbegehrende und Ausreisepflichtige. Dementsprechend befindet sich auf dem gleichen Grundstück, außerhalb der Mauern, eine reguläre Unterkunftseinrichtung für Asylsuchende
Koordinaten: 49° 59′ 8,2″ N, 8° 2′ 42,9″ O